# Eric Beisswenger
Eric Beißwenger (ur. 26 lipca 1972 w Mannheim) – niemiecki polityk, bawarski minister stanu ds. europejskich i międzynarodowych, deputowany do Parlamentu Bawarii.

## Życiorys
Od 1997 roku był zatrudniony jako rolnik. W listopadzie 2022 roku wybrano go przewodniczącym Stowarzyszenia Bawarskich Rolników Górskich. Jest także członkiem Alpejskiego Stowarzyszenia Rolniczego, Stowarzyszenia Leśnego, Bawarskiego Stowarzyszenia Łowieckiego i Stowarzyszenia Drzewnego Zachodniego Allgäu.

### Działalność polityczna
Dołączył do Unii Chrześcijańsko-Społecznej (CSU). W 2008 roku został wybrany radnym miasta Bad Hindelang. W 2011 roku wybrano go przewodniczącym CSU w tej miejscowości. W październiku 2013 roku został wybrany deputowanym do Parlamentu Bawarii. Rok później został wybrany radnym powiatu Oberallgäu. W 2017 roku został wybrany przewodniczącym CSU w Oberallgäu.
8 listopada 2023 mianowano go ministrem ds. europejskich i międzynarodowych Bawarii w rządzie Markusa Södera. W styczniu 2024 roku został członkiem Europejskiego Komitetu Regionów, w którym dołączył do frakcji Europejskiej Partii Ludowej.

## Życie prywatne
Jest żonaty, para ma dwoje dzieci. Deklaruje wyznawanie religii protestanckiej.

## Odznaczenia i wyróżnienia
- Złoty medal za zasługi Uniwersytetu Zachodniego w Timisoarze[4]